# Equinox (Star Trek: Voyager)
„Equinox” (titlu original: „Equinox”) este un episod din două părți din al cincilea și al șaselea sezon al serialului TV american științifico-fantastic Star Trek: Voyager și al 120-lea și al 121-lea episod în total. A avut premiera la 26 mai 1999 (ultimul episod din al cincilea sezon) și la 22 septembrie 1999 (primul episod din al șaselea sezon) pe canalul UPN.

## Prezentare
USS Voyager găsește o altă navă a Federației, numită USS Equinox, care este atacată de forme de viață nucleogenice zburătoare.
Echipajul navei USS Equinox încearcă să se ascundă de cei de pe USS Voyager pentru a putea exploata formele de viață nucleogenice, într-o tentativă disperată de se întoarce acasă.

## Actori ocazionali
- John Savage - Captain Rudy Ransom
- Titus Welliver - Lieutenant Commander Maxwell Burke
- Olivia Birkelund - Ensign Marla Gilmore
- Eric Steinberg - Ankari
- Steven Dennis - Thompson
- Scarlett Pomers - Naomi Wildman
- Rick Worthy - Noah Lessing